# Sarkand-e Dīzaj
Sarkand-e Dīzaj (persiska: سرکند دیزج) är en ort i Iran.   Den ligger i provinsen Östazarbaijan, i den nordvästra delen av landet, 600 km nordväst om huvudstaden Teheran. Sarkand-e Dīzaj ligger 1 456 meter över havet och antalet invånare är 728.
Terrängen runt Sarkand-e Dīzaj är varierad.Runt Sarkand-e Dīzaj är det ganska tätbefolkat, med 56 invånare per kvadratkilometer. Närmaste större samhälle är Soofian, 10,8 km öster om Sarkand-e Dīzaj. Trakten runt Sarkand-e Dīzaj består i huvudsak av gräsmarker.